# Haplotmarus plumatilis
Genre
Espèce
Haplotmarus plumatilis, unique représentant du genre Haplotmarus, est une espèce d'araignées aranéomorphes de la famille des Thomisidae.

## Distribution
Cette espèce est endémique du Viêt Nam.

## Description
La femelle holotype mesure 5 mm.

## Publication originale
- Simon, 1909 : Étude sur les arachnides du Tonkin (1re partie). Bulletin Scientifique de la France et de la Belgique, vol. 42, p. 69-147 (texte intégral)